# Монтеу (Торино)
Монтеу је насеље у Италији у округу Торино, региону Пијемонт.
Према процени из 2011. у насељу је живело 2 становника. Насеље се налази на надморској висини од 1221 м.